# Ussel (Italie)
Pour les articles homonymes, voir Ussel.
Ussel (en italien Usseglio) est une commune de la ville métropolitaine de Turin dans le Piémont en Italie.

## Géographie
Située au Nord-Ouest de Turin la commune est bâtie sur un plateau qui s'ouvre au débouché de la vallée de Viù, la plus méridionale des trois Vallées de Lanzo. À l'ouest, elle confine avec le territoire français; à l'est se trouve le Val d'Ala, tandis qu'au sud commence le Val de Suse. Fortement enclavé en raison de son relief, le territoire est traversé par la seule route de liaison SP32 qui mène en aval à Germagnano. 
Le plateau d'Ussel est parcouru par la Stura di Viù, une des trois rivières qui forment le Stura di Lanzo. Cette rivière a un cours tumultueux et les phénomènes d'inondation ne sont pas rares ; ils peuvent également affecter certains de ses affluents comme le rio Arnas et le  rio Venaus ; ce dernier, toutefois, est généralement sec, sauf au printemps lorsque la neige fond dans les montagnes. 
Le paysage est typiquement alpin, entouré de prairies et de bois :  parmi les montagnes qui s'élèvent aux alentours, on peut distinguer, au sud-ouest, le sommet de Rochemelon, dont on peut rejoindre le sommet également à partir de ce versant, le Punta Lunella  au sud, la Croce Rossa au Nord. Mais le sommet le plus emblématique est celui du Monte Lera, qui domine le paysage du plateau. 

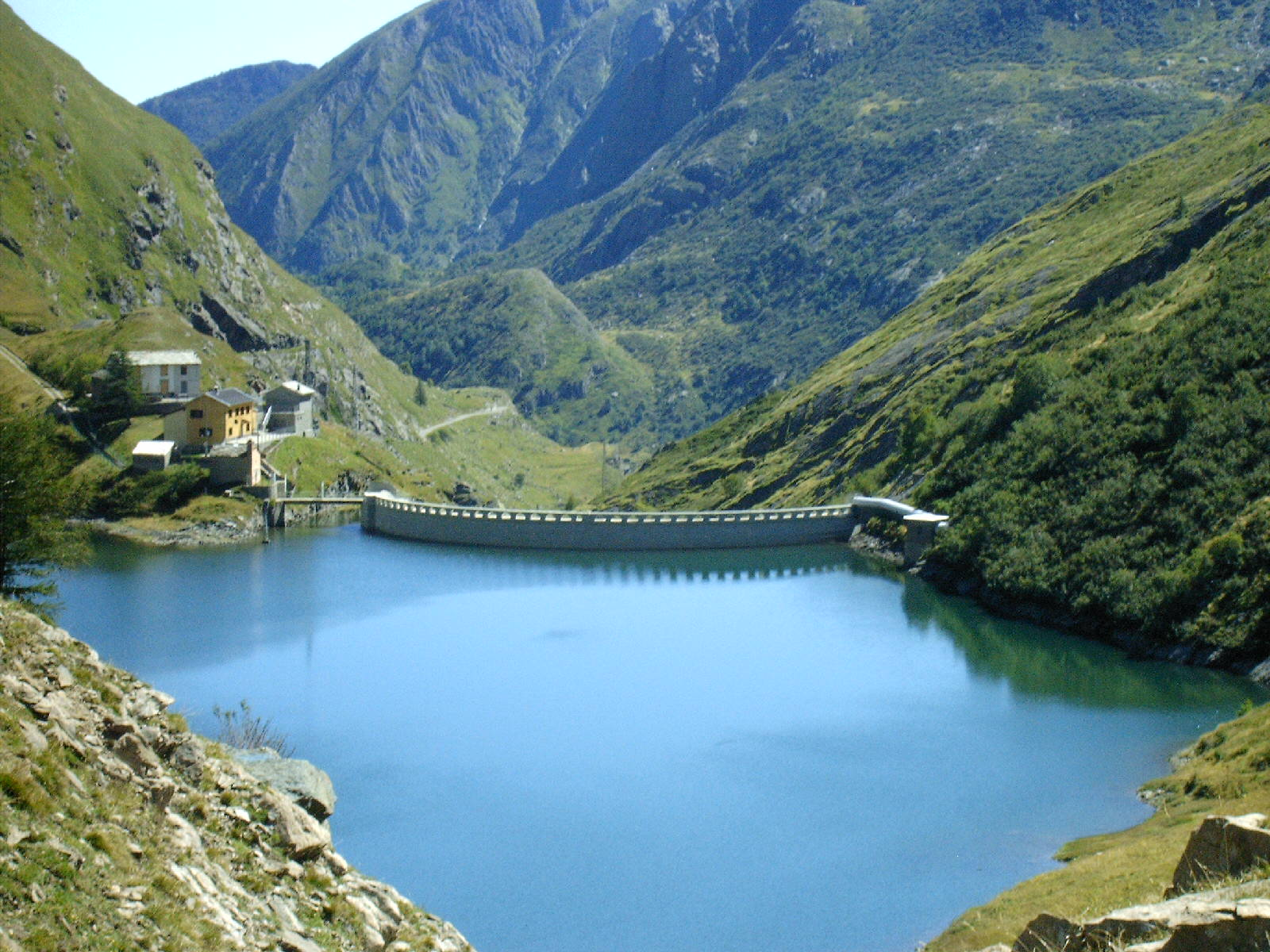
lac de Malciaussia.

De nombreux lacs parsèment le territoire communal, tant naturels qu'artificiels. Le plus grand de ces derniers est celui de Malciaussia: il fut créé entre les deux guerres, quand un barrage a été construit pour faire une centrale hydroélectrique, submergeant entre autres l'ancien bourg.
Au nord, on peut aussi trouver le lago della Rossa, qui est l'un des lacs les plus élevés en Italie (plus de 2 600 mètres) et celui de la Torre ; au sud, le petit lac Noir.

## Toponymie
Ussel, est stratégiquement placée le long de la route traversant les cols de l'Autaret et d'Arnas, permettant d'atteindre la Gaule.
Deux voies d'interprétation toponymique sont en concurrences:
- La région d'Ussel, anciennement appelé Uscelli habitée avant l'ère chrétienne a son nom, d'origine vraisemblablement celtique et que l'on peut faire dériver probablement d'Uxellos («situé en hauteur»), en latin Hoc Caelum ?
- Une autre hypothèse identifie Ussel à Ocelum, localité indiquée par les historiens romains comme une ville frontalière avec la Gaule cisalpine (entre autres sur les Gobelets de Vicarello).

## Histoire
De ce passé romain témoigne la découverte dans la région de deux autels votifs, l'un dédié à Hercule et l'autre à Jupiter. Le premier porte gravé le nom de «Marco Vibio Marcello» et se trouve maintenant sur la façade de l'ancienne église paroissiale ; l'autre a été découvert en 1850, il porte le nom de «Claudio Casto» et a été placé devant la chapelle de San Vito dans le hameau de Piazzete.
À partir du troisième siècle de notre ère, Ussel et sa vallée sont rattachés au domaine de l'évêque de Turin. Après la conquête par les Lombards en 568 et l'expulsion de l'évêque de Turin, les  vallées de Lanzo sont cédées en 576, après une rude bataille, au roi burgonde Gontran, ainsi que les vallées d'Aoste et de Suse. Sous cette domination burgonde, qui a duré deux siècles, se sont développées des relations étroites entre les populations des deux côtés des Alpes : de Ussel on pouvait, en effet, facilement passer en Savoie par le col de l'Autaret.
Au Moyen Âge, le territoire a connu une série de changements de domaine, jusqu'à ce qu'en 1418 il soit placé définitivement sous l'autorité de la maison de Savoie. Jusqu'au XIIe siècle, la région faisait de nouveau partie des domaines de l'évêque de Turin, qui, en 1168, l'a concédé sous bail emphytéotique à l'abbaye de San Giacomo di Stura. En 1266, le fief  est passé aux vicomtes de Baratonia. L'histoire d'Usseglio suivit la fortune de Lanzo Torinese et les luttes d'influence d'un certain nombre de familles comme les Provana, les Arcour et les Gastald. 
Au début du XXe siècle la proximité avec Turin fait d'Ussel une destination assez populaire pour les familles nobles du Piémont, et il semble que même la famille royale en ait fait une de ses villégiatures, notamment pour la chasse.

## Économie
Comme dans de nombreuses régions de montagnes, il n'y a pas de grandes industries. Historiquement, la principale source de revenu a été fournie par la centrale hydro-électrique, gérée par la société Enel, et qui était le premier employeur de la région. Cependant, depuis les années 1990, la plupart des centres de production ont été automatisés, tandis que les structures situées dans les zones les plus difficiles d'accès, près du Lac della Rossa et du lac della Torre, ont été fermées.
Désormais, l'activité est essentiellement une activité de tourisme. 
L'industrie du tourisme hiver repose principalement sur le ski. Au Pian Benot, il y a quelques remontées mécaniques pour la pratique du ski alpin, alors que dans la plaine a été créé un parcours de ski de fond de douze kilomètres du côté sud de la vallée et qui relie les différents hameaux.
Le territoire dispose également d'une patinoire, aux dimensions réglementaires pour le hockey sur glace, qui est utilisée par une équipe représentant les vallées. Le tourisme estival se fonde sur le développement des activités de randonnée et des excursions en montagne. Ussel est sur le parcours de la Grande Traversata delle Alpi (GTA).

## Évolution démographique
Habitants recensés

## Culture
La commune et son territoire sont situés dans la zone d'extension du francoprovençal ou Arpitan.

## Monuments et centres d'intérêt
- Ancienne église paroissiale

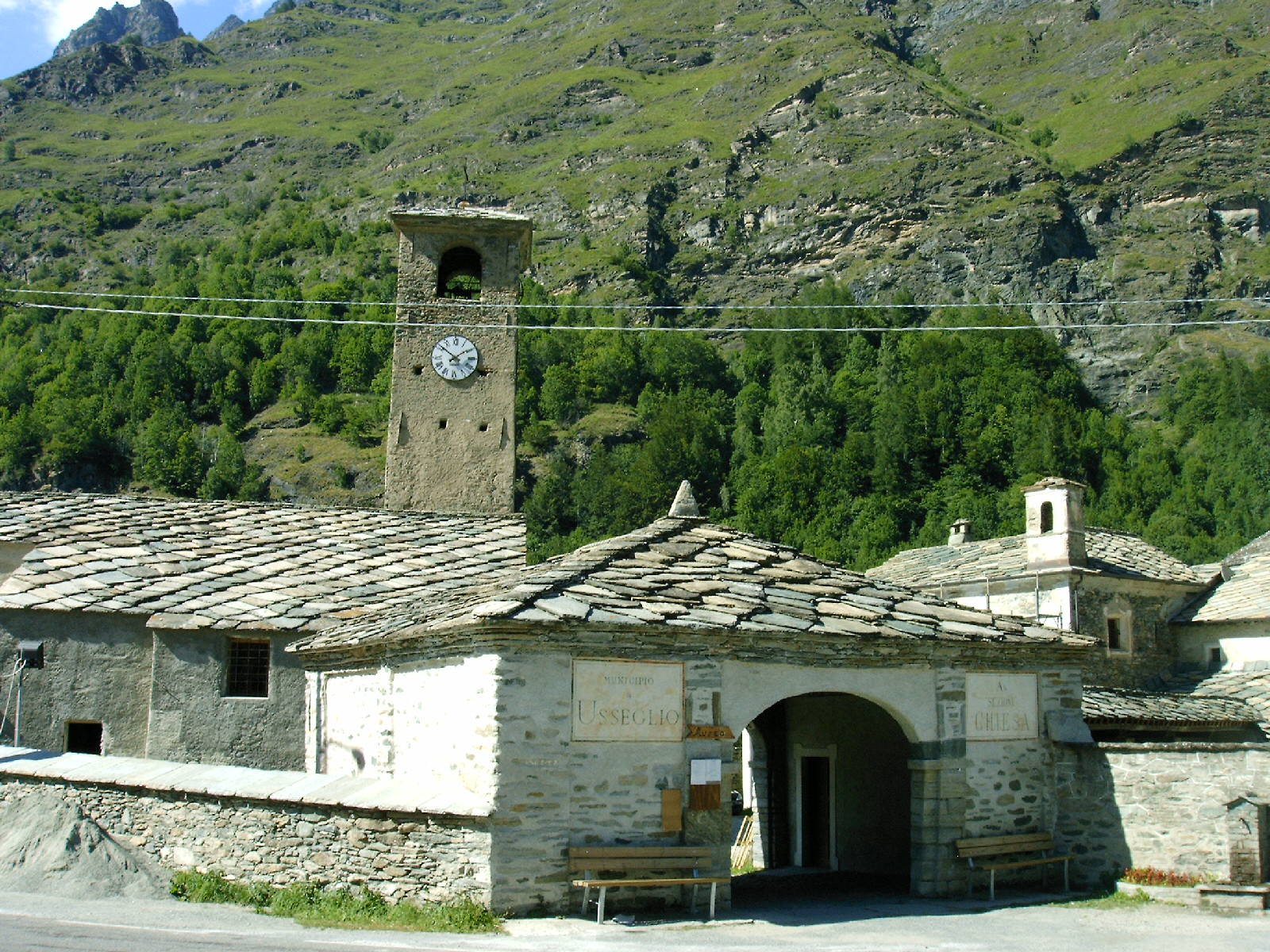
Ancienne église

L'ancienne église paroissiale est un précieux exemple d'un ensemble d'édifices religieux construits entre les XIe et XVIIe siècles, regroupés autour d'une petite place qui était l'ancien cimetière. L'église paroissiale est d'origine romane, modifiée dans la première moitié du XVIIe siècle. Le réaménagement de façade actuelle, face à l'est, a pris la place de l'ancienne abside. Le clocher est de style roman lombard et remonte au XIe ou XIIe siècle : cependant de la construction originale n'ont été conservés que les deux premiers étages. 
Sur la façade a été encastrée, comme indiqué plus haut, une pierre tombale romaine en bon état, datant du IIe siècle, provenant de Bellacomba d'Arnàs (2 476 m), et portant une dédicace votive « à Hercule par Marco Vibio Marcello ». Toujours sur la façade, en regardant attentivement là où le plâtre moderne a été délibérément laissé inachevé, on peut remarquer des graffitis d'une époque non précisée, reproduits et commentés sur un panneau placé sous l'auvent sur le parvis à l'entrée de l'église.
L'ancienne église de la paroisse n'est pas ouverte au public, cependant le reste des constructions ont été pour partie récemment rénovées et un petit musée avec des expositions et des informations sur la vallée a été créé.
- Église paroissiale

L'église actuelle, de style néo-baroque, fut construite entre 1911 et 1971 et contient un précieux chemin de croix en bronze et deux grands tableaux provenant de l'ancienne église paroissiale.
- Chapelle de San Desiderio

Cette construction est déjà mentionnée dans des documents de 1168. Il s'agit probablement de la première église de la paroisse d'Ussel. Elle est accessible depuis le hameau de Piazzete en empruntant un sentier.
- Prieuré de San Vito

Il date du XVIIIe siècle et a vraisemblablement été construit sur une structure préexistante. À l'intérieur, on peut voir un autel en marbre et une peinture sindonique sur feuille de métal. Sur la façade principale, à côté de la porte d'entrée, se trouve l'autel votif romain dédié à Zeus évoqué plus haut.

## Fêtes et événements
- La fête patronale a lieu le 15 août, jour de l'Assomption de la Vierge Marie.
- À la mi-juillet, se tient l'exposition de Tomme des Vallées du Lanzo et fromages d'alpages[3].
- Entre février et mars, se tient le « Festival de la neige » randonnée avec la ciaspole (raquette de neige) sur un sentier de 6 km qui rejoint le hameau de Perinera.

## Curiosités
- Une inscription sur une plaque - depuis lors mystérieusement disparue - aurait été découverte et présentée dans les années 1930. Elle semblait suggérer qu'Hannibal était passé par Ussel pour entrer en Italie.
- Comme déjà mentionné, lorsque a été construite l'usine hydroélectrique de Malciaussia, le vieux hameau a été submergé par les eaux du lac artificiel. On dit que parfois on peut entendre à nouveau les cloches de l'ancienne église de San Bernardo et que c'est un signe de malheur.
- La sagesse populaire propose un éclairant proverbe météorologique à propos du mont  Lera:  "Se la Lera a l'ha 'l capel, o ch'al fa brut o ch'al fa bel" (si le sommet du Lera est couvert de nuages, ou il fera mauvais ou il fera beau). On retrouve semblable proverbe, avec la seule variation du nom de la montagne mais toujours cette forme d'autodérision, dans plusieurs régions montagneuses du Piémont.

## Administration
| Période                                  | Période  | Identité      | Étiquette | Qualité |
| ---------------------------------------- | -------- | ------------- | --------- | ------- |
| 2004                                     | 2009     | Perino Bert   |           |         |
| 14 juin 2009                             | En cours | Aldo Fantozzi |           |         |
| Les données manquantes sont à compléter. |          |               |           |         |

## Personnalités liées à la commune
- Luigi Cibrario (1802-1870), homme d'État et historien. On lui doit la première histoire de Ussel. Un refuge  alpin actuel, situé à 2 616 mètres au bord du lac du bassin de Peraciaval, porte son nom.

## Hameaux
Piazzette, Pianetto, Chiaberto, Cortevicio, Villaretto, Crot, Perinera, Quagliera, Margone, Malciaussia, Pian Benot

## Communes limitrophes
Barmes, Bruzolo, Bussolin, Chanoux, Condove, Lemie, Montpantier, Novalaise